# 111-134

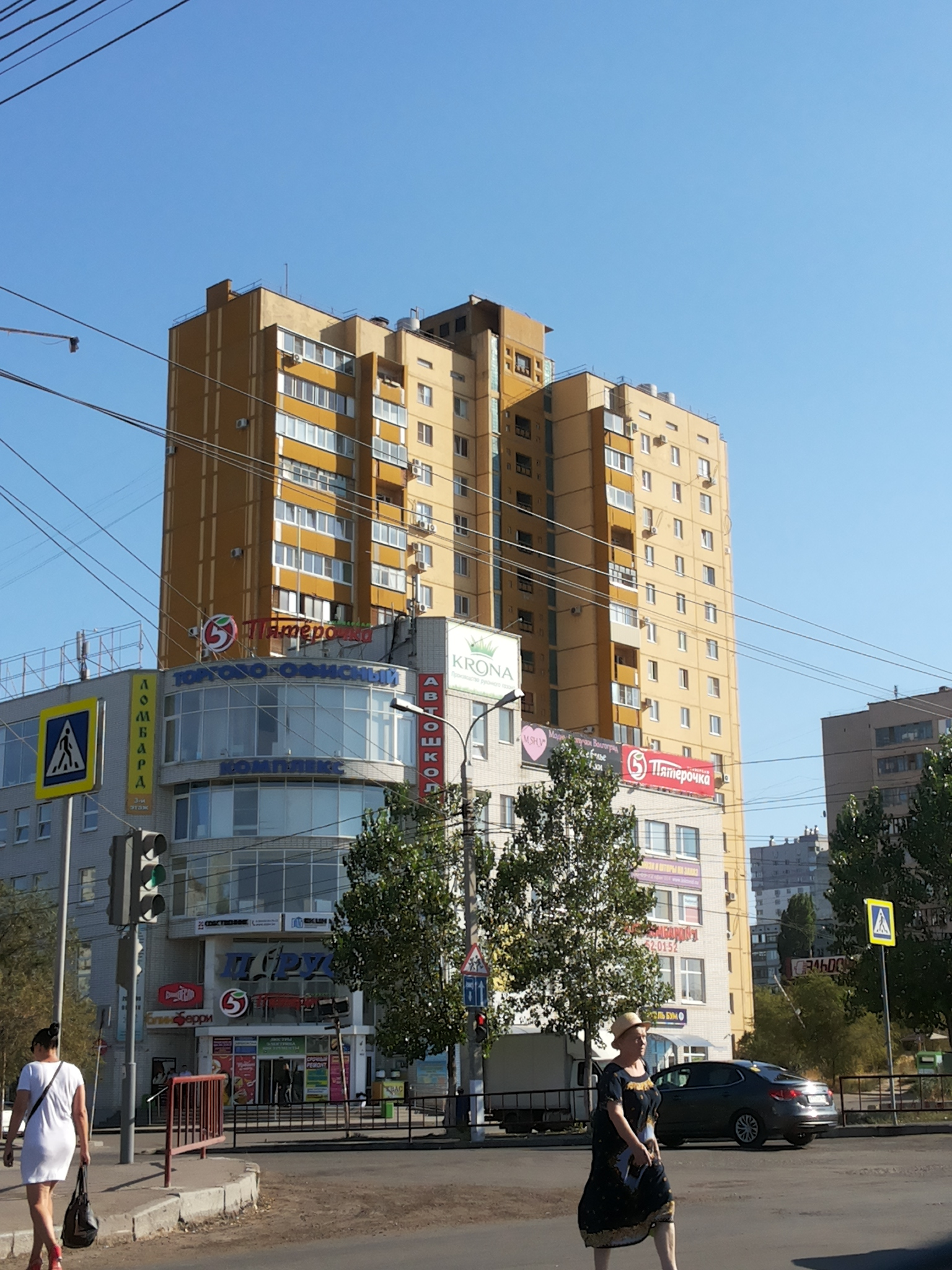
Дом серии 121-134 в Волгограде на Елецкой улице

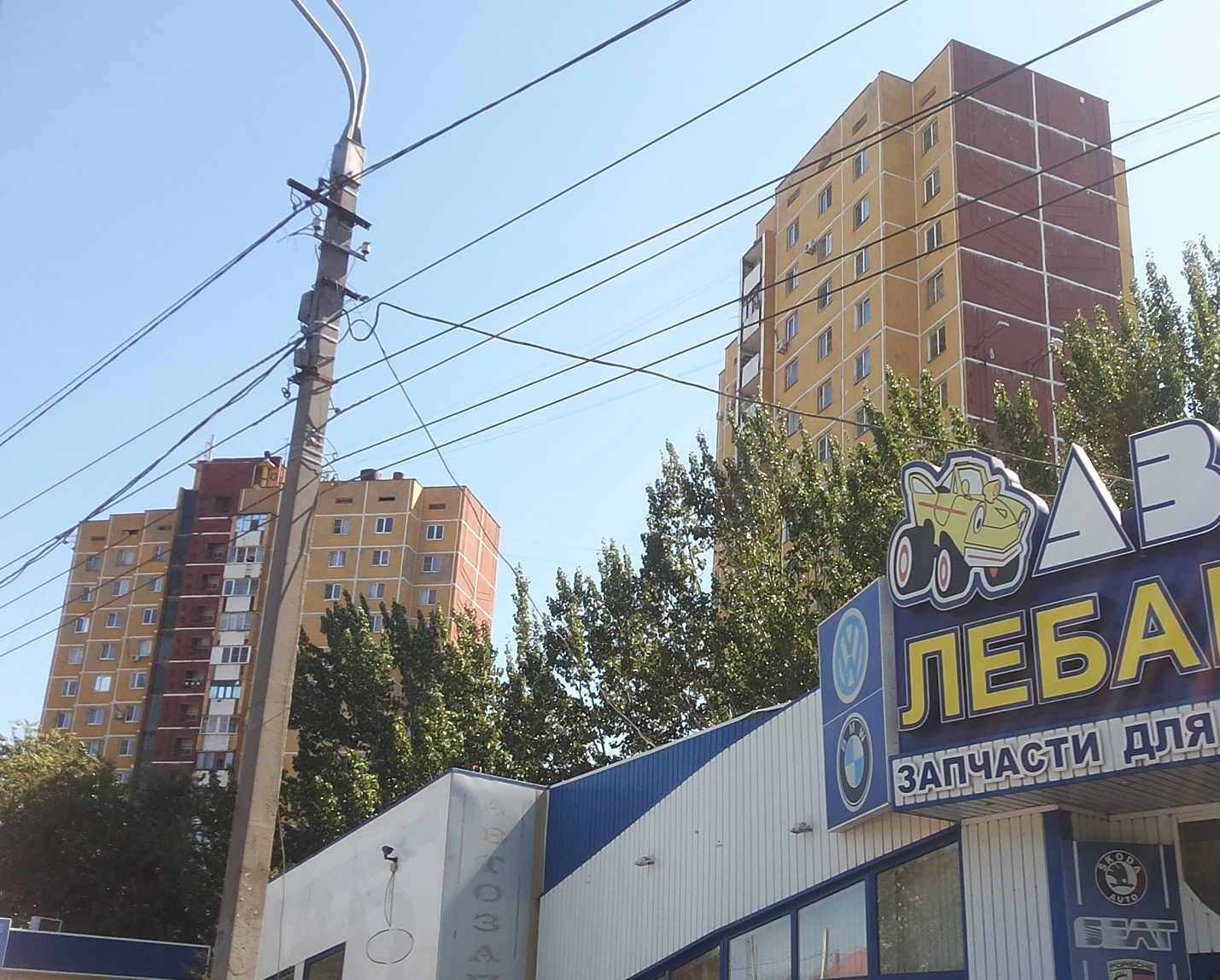
Дома серии 121-134 в Волгограде на улице Рокоссовского

111-134 — серия крупнопанельных жилых домов для строительства в Киеве, Донецке, Знаменске, Южном и Волгограде. Первые дома этой серии были сооружены в 1975 году в Киеве во втором микрорайоне Оболони. Строительство домов по этому проекту продолжалось до конца 1990-х годов. Спроектирована Главкиевпроектом для ДСК-4.
Дома этой серии в Киеве можно встретить во многих спальных районах постройки 1970-х — 1980-х годов. Существует две модификации — широтная и меридиональная; и модификации в зависимости от времени и места строительства:
- 1975—1981 — 9-этажные дома с неофактуренными панелями, довольно большими окнами. Входная группа бетонная, с двумя окнами в холл и дверями. Балконы спальных комнат со стороны подъезда отсутствуют;
- 1981—1984 — 9-этажные дома с частично облицованными глазурованной плиткой панелями, большими окнами и стеклянной входной группой с переплётами из алюминия. Также в этот период было построено несколько десятков башенных 10- и 12-этажных секций в таких жилых массивах как Оболонь, Теремки, Мостицкий и Харьковский. Они отличаются конфигурацией квартир и лестничной клетки (наличием незадымляемой лестницы). Были изменены панели лестничной клетки (по сравнению с предыдущим периодом).
- 1985—1988 — 9-этажные дома, облицованные разноцветной глазурованной плиткой, с небольшими окнами и стеклянной входной группой с переплётами из алюминия. В этот период было построено несколько 12-этажных башенных секций на Оболони, Мостицком и Харьковском массивах. Панели лестничной клетки сохранены с предыдущего периода.

- Донецкая модификация — 10-этажные многосекционные и 16-этажные односекционные здания, облицованные бежевой и коричневой плиткой, с небольшими окнами в кухнях и решетчатыми панелями лестничной клетки. Также в Донецке строились башенные 10-этажные секции, отличные от киевских башенных.
- Волгоградская модификация 121—134 — односекционные башенные здания, внешне похожие на киевские башенные 10- и 12-этажки. Панели крашенные, окна в кухнях небольшие. Этажностью от 10 до 16 этажей - дома в Волгоградской области (Волгоград, Южный); 5, 9 этажей - дома в Знаменске

## Характеристики серии
Высота помещений — 264 см. В типовой секции от 4 до 8 квартир на этаже. Комнаты и санузлы раздельные. В каждой секции один (в 12-этажных секциях — два) лифт грузоподъёмностью 400 кг и мусоропровод на межэтажной площадке. Отопление, холодное и горячее водоснабжение — централизованные. Внешние стены сооружены из керамзитобетонных панелей, внутренние стены и перекрытия — из железобетонных панелей. Единый шаг поперечных стен составляет 3,6 м, ширина корпуса — 12,6 м. На этаже в секции расположены четыре квартиры (две 2-комнатные (50/30 м²) и две 3-комнатные (70/42 м²); шесть квартир в торце здания (две 1-комнатные (35/18 м²), две 2-комнатные и две 3-комнатные), а также восемь квартир (шесть 1-комнатных (35/18 м²) и две 2-комнатные «распашонки» (55/30 м²)) в доме меридиональной ориентации 134-м. Площадь холла в 3-комнатных квартирах составляет 9 м², а вместе с коридором достигает 14 м².
Стоит выделить необычную планировку лестнично-лифтового узла в этой серии — лестница расположена параллельно оси здания и отделена от межквартирного холла стеной из стеклоблоков. Вход в лифт расположен в межквартирном холле. На первом этаже присутствует холл.